# Daniel Håkansson (ishockeyspelare född 1996)
Daniel Erik Håkansson, född 13 mars 1996 i Linköping, är en svensk före detta professionell ishockeyspelare. Håkansson gjorde seniordebut med moderklubben Linköping HC i SHL under säsongen 2014/15. Samma säsong tog han ett SM-brons med klubbens J20-lag. Under tiden i Linköping blev han även under en kort sejour utlånad till IF Björklöven i Hockeyallsvenskan. Sedan 2016 har han spelat en säsong vardera för IF Sundsvall Hockey och HC Dalen i Hockeyettan, innan han 2018 anslöt till Kristianstads IK. I december 2018 bröt han sitt avtal med klubben avslutade sedan säsongen med Mjölby HC i Hockeytvåan. Säsongen 2019/20 spelade han för Nybro Vikings IF.

## Karriär
Håkansson inledde sin hockeykarriär i Linköping HC. Säsongen 2011/12 spelade han både med Linköpings U16- och J18-lag och säsongen därpå spelade han med föreningens J18-lag. 2013/14 tog han steget upp till J20 Superelit där han var lagets näst bästa spelare poängmässigt sett, då han på 44 matcher noterades för 31 poäng (13 mål, 18 assist). Håkansson avslutade säsongen med J18-laget, med vilka han tog ett SM-silver.
Säsongen 2014/15 debuterade Håkansson med Linköpings A-lag. Han fick speltid med laget för första gången den 28 oktober 2014 mot Luleå HF. Totalt spelade han sju SHL-matcher och tillbringade resten av säsongen med Linköpings J20-lag. Han vann lagets interna poängliga i grundserien då han noterades för 36 poäng på 44 matcher (20 mål, 16 assist). Efter att ha förlorat mot Frölunda HC i semifinalen, ställdes LHC mot Rögle BK i bronsmatchen. Laget vann, bland annat efter två mål av Håkansson.
I mitten av februari 2016 meddelades det att Håkansson lånats ut till IF Björklöven i Hockeyallsvenskan. Han gjorde sitt första mål för klubben den 22 februari samma år, mot Magnus Åkerlund, i en 5–2-seger mot IF Sundsvall Hockey.
Inför säsongen 2016/17 skrev Håkansson på för just IF Sundsvall, som degraderats till Hockeyettan. Därefter skrev han, i maj 2017, på för HC Dalen. I Dalen vann Håkansson lagets interna mål-, assist- och poängliga då han på 40 grundseriematcher noterades för 41 poäng (16 mål, 25 assist). Efter en säsong med Dalen meddelades det den 22 maj 2018 att Håkansson lämnat laget för spel med Kristianstads IK. I december samma år bröt Håkansson sitt avtal med klubben efter att ha noterats för elva poäng på 22 matcher (fyra mål, sju assist), detta efter att han uttryckt missnöje över den "situation" han fått i klubben. I början av februari 2019 stod det klart att Håkansson värvats av Mjölby HC i Hockeytvåan. Den 15 juni 2019 bekräftade Nybro Vikings IF i Hockeyettan att man skrivit ett ettårsavtal med Håkansson.

## Statistik
| 2014–15            | Linköping HC            | SHL                | 7   | 0  | 0  | 0  | 0  | — | — | — | — | — |
| 2015–16            | Linköping HC            | SHL                | 7   | 0  | 0  | 0  | 0  | — | — | — | — | — |
| 2015–16            | IF Björklöven           | HA                 | 3   | 1  | 0  | 1  | 0  | — | — | — | — | — |
| 2016–17            | IF Sundsvall            | Div. 1             | 40  | 10 | 15 | 25 | 10 | 3 | 0 | 0 | 0 | 0 |
| 2017–18            | HC Dalen                | Div. 1             | 40  | 16 | 25 | 41 | 4  | 3 | 1 | 0 | 1 | 0 |
| 2018–19            | Kristianstad IK         | Div. 1             | 22  | 4  | 7  | 11 | 0  | — | — | — | — | — |
| 2018–19            | Mjölby HC               | Div. 2             | 7   | 3  | 3  | 6  | 2  | 3 | 0 | 0 | 0 | 0 |
| 2019–20            | Nybro Vikings IF        | Div. 1             | 30  | 7  | 10 | 17 | 0  | — | — | — | — | — |
| 2019–20            | Mjölby HC               | Div. 2             | 4   | 4  | 4  | 8  | 0  | 4 | 1 | 4 | 5 | 4 |
| 2021–22            | Linköping Mighty Ravens | Div. 4             | 2   | 1  | 4  | 5  | 0  | — | — | — | — | — |
| Hockeyettan totalt | Hockeyettan totalt      | Hockeyettan totalt | 132 | 37 | 57 | 94 | 14 | 6 | 1 | 0 | 1 | 0 |
| SHL totalt         | SHL totalt              | SHL totalt         | 14  | 0  | 0  | 0  | 0  | — | — | — | — | — |
| HA totalt          | HA totalt               | HA totalt          | 3   | 1  | 0  | 1  | 0  | — | — | — | — | — |